# La Lechuga
La Lechuga es una custodia de época colonial neogranadina, realizada entre 1700 y 1707 por José de Galaz para la Iglesia de San Ignacio en la ciudad de Bogotá, por encargo de la Compañía de Jesús.
Esta pieza única de orfebrería colombiana se encuentra en el Museo de Arte del Banco de la República, siendo el Banco de la República su propietaria.

## Historia
La elaboración de la custodia tomó siete años y el trabajo de tres orfebres. Se cree que fue un encargo de los jesuitas a fin de esconder sus gemas de la monarquía española durante el Nuevo Reino de Granada, para lo cual contrataron al español José de Galaz, quien con ayuda de otros dos orfebres, la construyó entre 1700 y 1707 por 1100 pesos, unos 100 000 dólares estadounidenses actuales. Cuando de Galaz la terminó el 16 de julio de 1707, estimó su precio en 20 000 reales, es decir, unos 2 000 000 de dólares actuales. Su nombre se debe a la gran cantidad de esmeraldas incrustadas en ella, lo que hizo que la estructura, una vez terminada, se viera verde como una lechuga.
La Lechuga se mantuvo en la iglesia de San Ignacio hasta 1767 cuando Carlos III de España decretó la expulsión de los jesuitas de la Monarquía Hispánica. Ante la orden de incautación de sus bienes, miembros de la orden la escondieron para evitar su pérdida. Después de ello, la historia no es clara durante el tiempo que permaneció oculta, y no fue sino hasta 1986 que fue vista nuevamente, cuando el Banco de la República la compró por 3 500 000, para finalmente incluirla dentro de su Colección de Arte.
La primera ocasión en la que La Lechuga salió de Colombia fue en 2015 para ser exhibida en el Museo del Prado (Madrid) entre el 3 de marzo y el 31 de mayo de ese año. Igualmente, entre el 20 de septiembre de 2017 y 15 de enero de 2018, fue exhibida en el Louvre (París) junto a la estatua de santa Bárbara de Pedro Laboria.

## Descripción
El tesoro heliocéntrico que es La Lechuga es un excelente ejemplo de los objetos eucarísticos de oro y plata realizados para altares de iglesias católicas en América del Sur, particularmente en tiempos coloniales. Servía para presentar la hostia consagrada a los fieles como parte del ritual lutúrgico donde es llevada en procesión durante Corpus Christi para la adoración eucarística. Como escultura, incluye modelados tanto en alto como bajorrelieve.
Es una custodia de forma típica, con una alta cantidad de ornamentos, comprende un disco con corona en forma de cruz, que forma un marco circular para la hostia, sostenido por un ángel y un tallo con nudos para sostenerla firmemente en alto, lo que permite a los feligreses ver el sacramento. En total, la custodia pesa 4,9 kg.
El disco principal es de forma circular con rayos ondulantes que simbolizan al sol. Del centro hacia afuera, perlas barrocas (perlas que no son esféricas) rodean el espacio reservado para la hostia, que a su vez rodean las ondas de oro y cuatro capas de piedras preciosas, principalmente esmeraldas. Una gruesa guirnalda de hojas de vid esmaltadas en verde con uvas de amatista adorna otros 20 rayos ondulantes, cada uno coronado por una perla. Intercalando estos, 22 rayos de sol principales que terminan en discos solares radiantes en oro y esmeraldas. Todo este esquema circular se encuentra coronado por una cruz de esmeralda; y debajo de él, una figura de ángel similar a Atlas envuelto en una túnica con esmaltes azules y verdes. El ángel lleva cáligas (un tipo de calzado romano) y sobre su cabeza lleva un único zafiro amarillo, mientras que del lado opuesto hay una amatista cuadrada de alta calidad.
A fin de ser sostenida de manera firme y segura, el tallo tiene el estilo de una fuente que gotea corrientes de color esmeralda, a una base tachonada de amatista sostenida sobre un soporte de ocho lóbulos. Algunas formas zoomórficas (enredaderas y criaturas) están empaquetadas densamente en oro en bajorrelieve, recordando el Paraíso.
Según sus propietarios, se le considera una de las "más ricas y hermosas joyas religiosas" del continente, y ejemplifica la interpretación barroca en "tierra de orfebres". Asimismo, muestra cómo este estilo halló nuevas dimensiones en un territorio rico en oro y esmeraldas.

## Joyas
Además del marco principal de 8850,3 gramos de oro de 18 quilates, La Lechuga contiene las siguientes gemas:
- 1485 esmeraldas de Muzo (Boyacá);
- 168 amatistas de la India;
- 62 perlas barrocas de Curaçao;
- 28 diamantes de Sudáfrica;
- 13 rubíes del Ceilán neerlandés, hoy Sri Lanka;
- 1 zafiro amarillo de Tailandia